# Unité urbaine d'Albitreccia
L'unité urbaine d'Albitreccia est une unité urbaine française centrée sur la commune d'Albitreccia, dans le département de la Corse-du-Sud en région Corse.

## Données générales
Dans le zonage réalisé par l'Insee en 2020, elle est composée de deux communes.
Dans le zonage réalisé en 2010, ces deux communes étaient hors unité urbaine.
En 2022, avec 3 822 habitants, elle représente la 5e unité urbaine du département de Corse-du-Sud et elle occupe le 13e rang dans la région Corse.

## Composition de l'unité urbaine en 2020
Elle est composée des deux communes suivantes :
| Nom                        | Code Insee | Département  | Statut       | Superficie (km2) | Population (dernière pop. légale) | Densité (hab./km2) | Modifier                                    |
| -------------------------- | ---------- | ------------ | ------------ | ---------------- | --------------------------------- | ------------------ | ------------------------------------------- |
| Albitreccia (ville-centre) | 2A008      | Corse-du-Sud | ville-centre | 45,76            | 1 780 (2022)                      | 39                 | modifier les données · modifier les données |
| Pietrosella                | 2A228      | Corse-du-Sud | banlieue     | 35,23            | 2 042 (2022)                      | 58                 | modifier les données · modifier les données |

## Évolution démographique
| 1968 | 1975 | 1982  | 1990  | 1999  | 2009  | 2014  | 2021  |
| ---- | ---- | ----- | ----- | ----- | ----- | ----- | ----- |
| 366  | 633  | 1 194 | 1 473 | 1 895 | 2 771 | 3 096 | 3 743 |

#### Données générales
- Unité urbaine
- Aire d'attraction d'une ville
- Aire urbaine (France)
- Liste des unités urbaines de France

#### Données démographiques en rapport avec l'unité urbaine d'Albitreccia
- Aire d'attraction d'Ajaccio
- Arrondissement d'Ajaccio

#### Données démographiques en rapport avec la Corse-du-Sud
- Démographie de la Corse-du-Sud